# Шерв-Шатлар
Шерв-Шатла́р (фр. Cherves-Châtelars) — коммуна во Франции, находится в регионе Пуату — Шаранта. Департамент — Шаранта. Входит в состав кантона Монтамбёф. Округ коммуны — Конфолан.
Код INSEE коммуны — 16096.

## География
Коммуна расположена приблизительно в 370 км к югу от Парижа, в 90 км южнее Пуатье, в 35 км к северо-востоку от Ангулема.
Около 40 % территории коммуны занимает лес.

## Население
Население коммуны на 2008 год составляло 431 человек.
| 1962 | 1968 | 1975 | 1982 | 1990 | 1999 | 2008 |
| ---- | ---- | ---- | ---- | ---- | ---- | ---- |
| 731  | 656  | 608  | 592  | 520  | 443  | 431  |

## Экономика
В 2007 году среди 248 человек в трудоспособном возрасте (15—64 лет) 165 были экономически активными, 83 — неактивными (показатель активности — 66,5 %, в 1999 году было 68,4 %). Из 165 активных работали 150 человек (91 мужчина и 59 женщин), безработных было 15 (6 мужчин и 9 женщин). Среди 83 неактивных 8 человек были учениками или студентами, 43 — пенсионерами, 32 были неактивными по другим причинам.

## Достопримечательности
- Приходская церковь Нотр-Дам-э-Сен-Пьер (XII век). Исторический памятник с 1930 года[3]
- Монастырь Св. Марии Магдалины (XI век). Исторический памятник с 1923 года[4]

## Города-побратимы
- Виттрен (Франция)

## Фотогалерея
- Церковь Нотр-Дам-э-Сен-Пьер
- Интерьер церкви Нотр-Дам-э-Сен-Пьер
- Монастырь Св. Марии Магдалины
- Мэрия